# 克拉拉山
克拉拉山（英語：Mount Clara），是南極洲的山峰，位於南喬治亞群島，處於諾曼山以東和拉森港以南，海拔高度790米，在1927年由英國研究隊繪入地圖和命名，由英國海外領土管轄。